# Братиславские музыкальные торжества

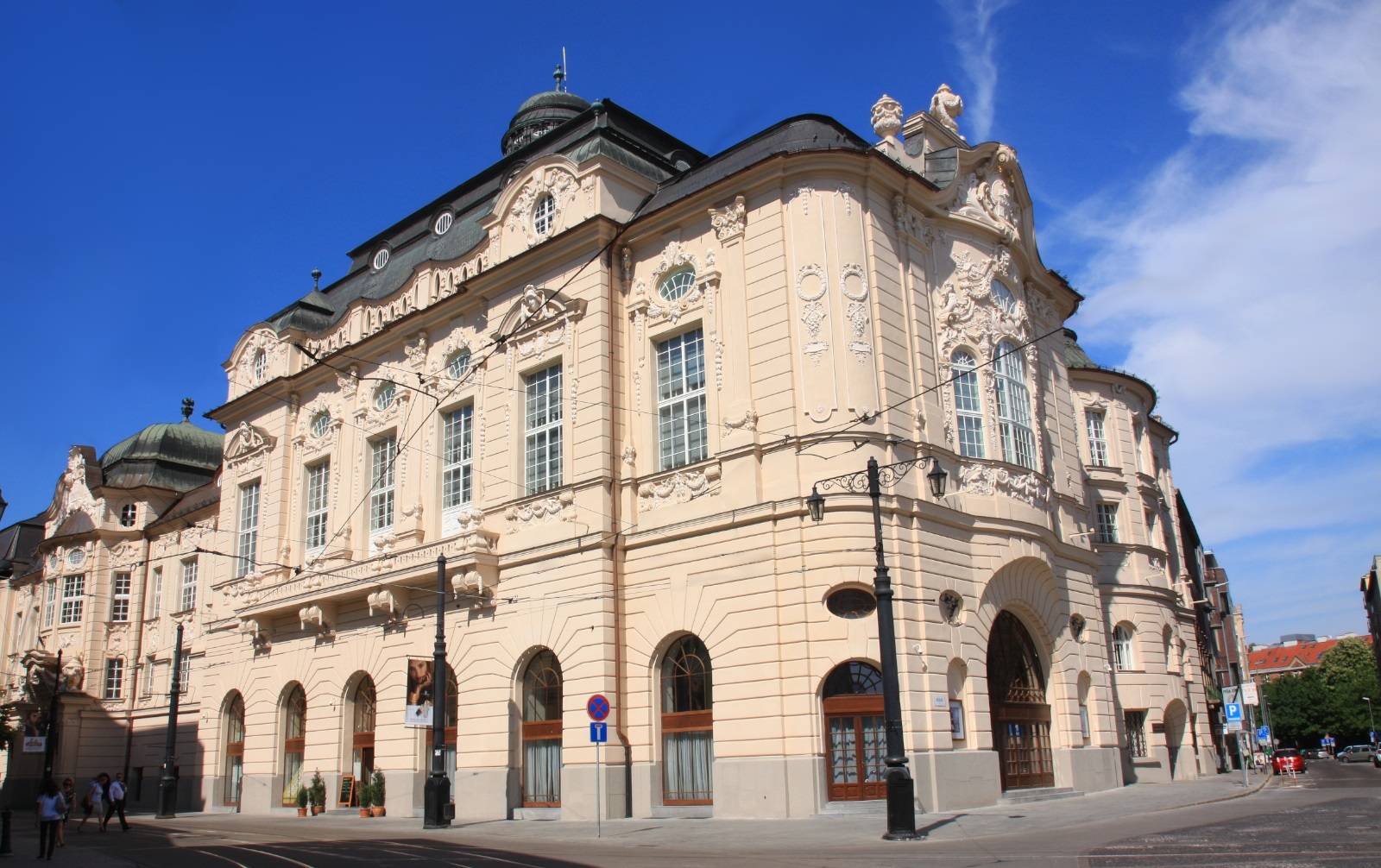
Словацкая филармония

Братиславские музыкальные торжества (словац. Bratislavské hudobné slávnosti) — наиболее известный и престижный международный фестиваль в Словакии, который проводится с 1964 года. С 1973 года Братиславские музыкальные торжества является единственным представителем Словакии в Европейской ассоциации фестивалей EFA.
Главным организатором фестиваля является Словацкая филармония, почётный президент фестиваля — Эдита Груберова. Фестиваль проходит ежегодно, в течение двух недель (сентябрь-октябрь), во время которых проводятся десятки симфонических и камерных концертов.
Первый фестиваль прошёл с 8 апреля по 7 мая 1964 года. До этого в течение 14 лет проходил фестиваль «Братиславская весна» (Bratislavská jar). С 1971 года фестиваль проводится осенью. Несмотря на то, что организационный комитет фестиваля во главе со словацким композитором Александром Мойзесом (1906—1984) задумывал фестиваль как площадку для современной музыки, сейчас на фестивале представлен широкий спектр жанров, хотя особое внимание и уделяется словацкой классической музыке.